# Сергіївка (Хмельницький район)

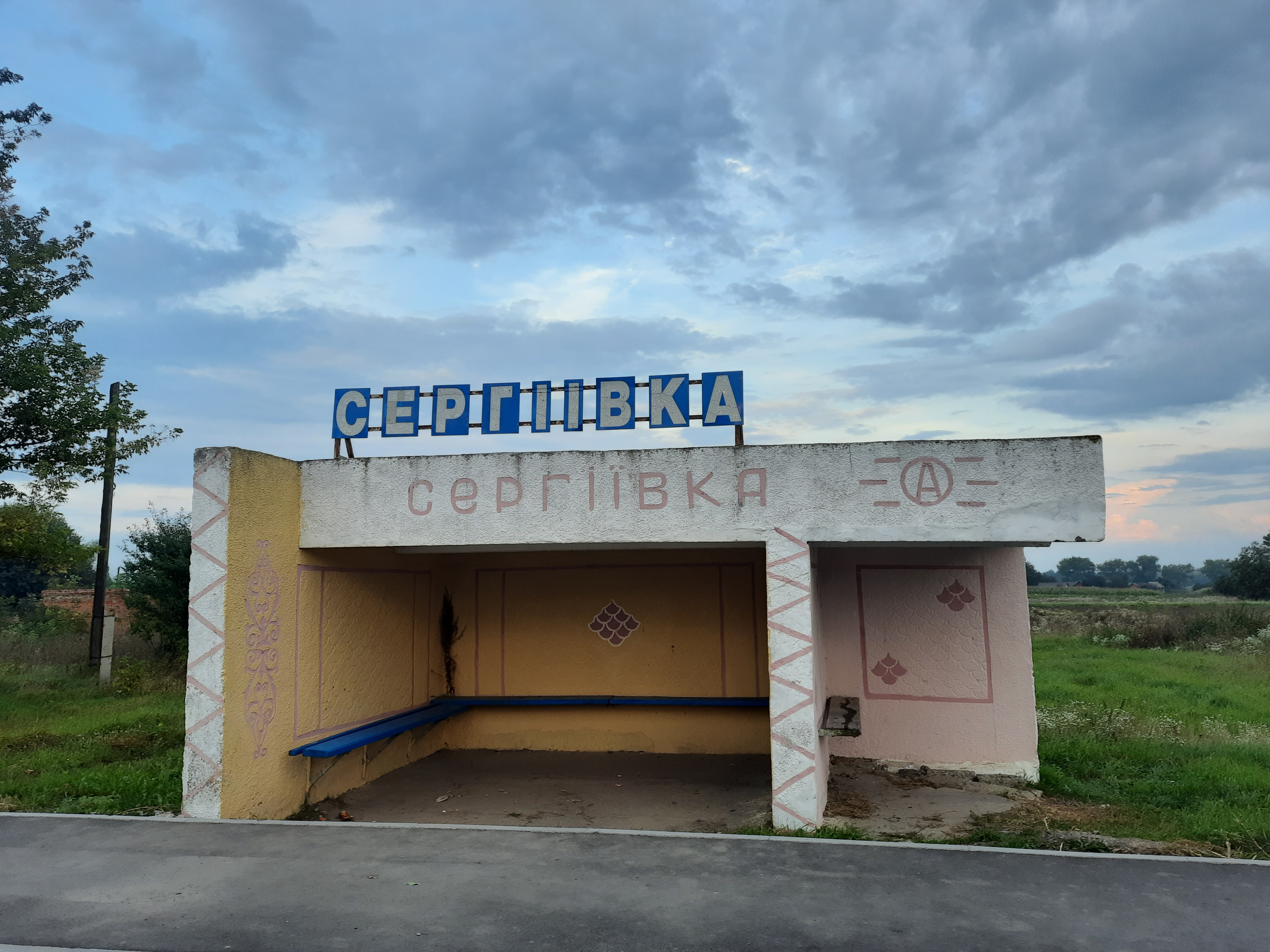
Автобусна зупинка

Сергіївка — село в Україні, в Наркевицькій селищній територіальній громаді Хмельницького району Хмельницької області. Населення становить 316 осіб.

## Історія села Сергіївка
Існує декілька легенд про походження назви села. Одна з них говорить про те, що невідоме поселення було в щент зруйновано татарськими ордами. Після погрому мешканці, що чудом залишилися в живих, були без притулку. Один з них на ім'я Сергій в степу, біля невідомої річки, побудував на новому місці першу мазанку. Згодом жителі, які споруджували тут свої домівки, назвали населений пункт Сергіївкою, на ім'я першого поселенця.
Є інше твердження, що село дістало назву від імені поміщика, якому належало і мало спочатку подвійну назву — Липівка — Сергіївка. За часів кріпаччини цей пан виграв у карти в липського пана (з-під Городка) 14 сімей кріпаків. Побудував їм 14 кріпосницьких хат і під конвоєм перевіз до себе. Давно частина села називалась Липівкою, а згодом закріпилась назва Сергіївка.
Воно згадується в багатьох історичних документах. Дуже давно Сергіївка була велика, село мало свою церкву, приход, цвинтар. В «Соборнику сведений о Подольськой губернии» вип. ΙΙΙ Кам'янець-Подільський, 1884 р. стор. 3 записано: «К Бубновецкому приходу принадлежит деревня Сергеевка: здесь по приданию было некогда громадное село под тем же названием. Оно разорено татарами. На том месте, где некогда существовала в этом селе церковь, есть два каменных креста с надписями, значительно поврежденными от времени».
Про спустошення церкви з покоління в покоління переходила легенда, за якою храм начебто провалився крізь землю. Діялось це за часів монголо — татарської навали. Церква була збудована умілим майстром без жодного кілка. Вона швидко розбиралась, коли жителі села взнавали від дозорців, що наближається орда, вони швидко розбирали храм і так рятували його від понівечення. Та одного разу ворог напав зненацька. Запалали пашні в полях, горіли будинки, лилася кров. Люди не змогли врятувати свою церкву. І тоді храм врятував себе сам. Він пішов під землю, і на місці де він височів, утворилась глибока западина. І якщо у святкові дні прикласти вухо у тому місці до землі, то можна почути відголоси церковного дзвону.
Перша документальна згадка про Сергіївку, як про поселення що належало уряду замковому Кам'янецького повіту, Подільського воєводства, відноситься до 1661 року. В древньому акті 11 вересня було зафіксовано, що село під час татарського нашестя було спустошене. Пізніше в старовинному документі, під час стягування подимної податі у Летичинському повіті за 1668 рік зафіксовано: «… інші також села ясновельможного князя Дмира Вишнивецького: Водзічки, Хоминці, Базалівка, Василівка, Климківці, Юхимівці, Сергіївка, Бубнівка, які належать до Летичивського повіту — спустошені». Але існує твердження, що зустрічаються ще раніші згадки про село. У 1653році Богдан Хмельницький, готуючись до бою з шляхтою під Жванцем, тримав у селі Сергіївака свою залогу — добре замаскований військовий загін для раптового нападу на ворога.
Вже у 18 столітті село Сергіївка відіграє деяку роль у суспільному житі краю. У 1789році, напередодні другого поділу Польщі, сергіївські селяни — кріпаки беруть участь у національній боротьбі проти польської шляхти, яка вела себе розбещено і знущалась над жителями села. В 1789 році сергіївські селяни — кріпаки готувались до повстання проти польських гнобителів. Серед них були: Войтко Богуцький, Іван Безкоровайчук, Матвій Янчук. За доносом деякого Кирила Пундика вони були засудженні до каторжних робіт Кременчуцьким судом.
У 1861 році було скасовано кріпосниче право. За уставною грамотою від 14 лютого1863 року в присілку Сергіївка проживало 79 ревізьких душ чоловічої статі і було 39 дворів.
В 1893 році в селі Сергіївка була відкрита школа грамоти. Царський уряд не дбав про розвиток народної освіти. В Сергіївській школі вчили дітей бубнівські хлопці, яких піп направляв сюди після закінчення початкової школи. Першою грамотною людиною у селі був селянин — бідняк, рекрут Калина Тимуш. У 1885 році повертається із військової служби Антон Юрійович Мельничук. Він привіз кілька книг і підручників з елементарної грамоти. Він відкриває в селі приватну школу і сам навчає селянських дітей.
Після перевороту 1917 року в селі Сергіївка був обраний земельний комітет і селяни отримали по 9 моргів землі, конфіскованої у поміщика.
Мирні дні настали після 21 листопада 1920 року, коли остаточно ствердилась радянська окупація. Потім 1921 р. в селі був створений радянський орган — сільська рада. В 1929 році в селі створюється виробничо — бурякове товриство по заготівлі і збуту сільськогосподарської продукції. У 1930 — 1931 роках, під час примусової колективізації, в Сергіївці організували колгоспи імені Леніна. З 1933 року в селі існує початкова школа, де навчалося біліше 60 учнів і працювало троє вчителів.

### Голодомор в Сергіївці
За даними різних джерел в селі 1932—1933 роках загинуло близько 15 чоловік. На сьогодні встановлено імена 7. Мартиролог укладений на підставі даних Книг актів реєстрації цивільного стану та поіменних списків жертв Голодомору 1932—1933 років, складених Бубнівською сільською радою. Поіменні списки зберігаються в Державному архіві Хмельницької області.
- Живченко Євгенія Миколаївна, 30.01.1933 р., українка, утриманка, 21.09.1933 р.,
- Ковак Яків Захарович, 53 р., українець, одноосібник, 7.07.1933 р.,
- Лепікчий Іван Дмитрович, 15.07.1932 р., українець, утриманець, 23.07.1932 р.,
- Марущак Лідія Пилипівна, 2 р., українка, утриманка, 16.11.1933 р.,
- Палакій Антон Захарович, 1 р., українець, утриманець, 7.10.1932 р.,
- Токарчук Аделька Стахівна, 24.10.1931 р., полячка, утриманка, 2.03.1932 р.,
- Токарчук Анелька Стахівна, 8 р., полячка, утриманка, 5.03.1932 р.,

В 1934 році створюється комсомольська організація, яка напередодні війни зросла до 20 юнаків та дівчат. В колгоспі в 1941 році було 764,84 га землі, 140 дворів.
За період німецько — нацистської окупації, яка тривала в Сергіївці 974 дні, з 5 липня 1941року по 5 березня 1944 року. Нацисти заподіяли дуже великих збитків колгоспу та громадянам села.
З 1960 років село змінило своє обличчя. В селі була проведена електрифікація, село майже перебудоване. Побудований клуб на 210 місць, відкрито торговий магазин, а також була відкрита бібліотека, яка в своєму складі мала понад 5180 книг. Будується твариницький комплекс на 4000 голів. У 2000 році ліквідується колгосп, а у 2005 році здійснено газифікацію села.
Колишній орган місцевого самоврядування — Бубнівська сільська рада.

## Населення

### Мова
Розподіл населення за рідною мовою за даними перепису 2001 року:
| Мова            | Кількість | Відсоток |
| --------------- | --------- | -------- |
| українська      | 314       | 99.36 %  |
| російська       | 1         | 0.32 %   |
| інші/не вказали | 1         | 0.32 %   |
| Усього          | 316       | 100 %    |